# Anus
Anusul este deschiderea terminală a tubului digestiv la majoritatea animalelor, prin care fecalele sunt eliminate.
La om anusul este orificiul extensibil prin care rectul se deschide la exterior și este situat în perineul posterior, în profunzimea șanțului interfesier. În mod obișnuit stă închis și nu se deschide decât la trecerea materiilor fecale. În repaus, acesta are forma unei mici fisuri sagitale anteroposterioare, cu două margini laterale și două comisuri, anterioară și posterioară. Pielea anusului este umedă, pigmentată; ea este încrețită într-o serie de plici radiare, care dispar la dilatarea orificiului anal și este bogată în glande sebacee și sudoripare care dau anusului un aspect mamelonat; printre aceste glande se disting glandele apocrine circumanale voluminoase, care formează un cerc la mică distanță de orificiu. Aparatul muscular al anusului este format de musculatura canalului anal (în special cele două sfinctere: sfincterul anal extern și sfincterul anal intern).